# Houston Tower
A Houston Tower egy elképzelt felhőkarcoló volt, amit Houstonban terveztek meg. Ez volt az egyik legmagasabb felhőkarcoló, amit valaha teljesen elképzeltek, és amely akár 16 háromszög alapú várostömbből állt volna, ha valaha is megépül. Az épület leginkább a Willis Towerre emlékeztetne a hasonló szerkezeti felépítése miatt.

## Külső hivatkozások
- Houston Tower at Emporis
- Houston Tower Details at SkyscraperPage
- Houston Tower at SkyscraperPage's Forums